# Zawadka (powiat wadowicki)
Zawadka – wieś w Polsce administracyjnie należąca do województwa małopolskiego, powiatu wadowickiego i gminy Wadowice.
Jest położona na skraju Beskidu Małego, u podnóża Łysej Góry (554 m n.p.m.), stanowiącej najwyżej położony punkt wsi.
Graniczy z miejscowościami: Wadowice, Chocznia, Ponikiew, Gorzeń Górny i Gorzeń Dolny. Obszar Zawadki obejmuje 340 ha. Przeważają użytki rolne (67% powierzchni). Lasy i grunty leśne stanowią 23% powierzchni miejscowości. W 2008 roku Zawadkę zamieszkiwało 797 osób, liczba ludności miała tendencję wzrastającą (o 73 osoby w latach 2000–2008).
Infrastrukturę drogową w miejscowości stanowią: drogi powiatowe o długości 3 km oraz drogi gminne o długości 4,5 km. Siecią elektryczną jest objęty cały obszar miejscowości, natomiast długość sieci gazowej wynosi 12 km (2008).
We wsi znajduje się szkoła podstawowa z oddziałem przedszkolnym, nosząca od 2006 imię generała Waleriana Czumy.

## Części wsi
| SIMC    | Nazwa      | Rodzaj    |
| ------- | ---------- | --------- |
| 0075073 | Bylicówka  | część wsi |
| 0075080 | Dąbrowa    | część wsi |
| 0075096 | Okrawina   | część wsi |
| 0075104 | Podlesie   | część wsi |
| 0075110 | Szydłowiec | część wsi |

## Historia
- 1522 – pierwsza wzmianka o Zawadce, w związku z wydzierżawieniem jej przez Mikołaja Brandysa mieszczaninowi z Krakowa Gaspare Castiglione
- 1683 – należała do Fabiana Gołembiowskiego
- 1750 – została wykupiona ze skarbu Rzeczypospolitej przez Joachima Ziobrowskiego
- 1794 – została nabyta przez Rottermundów
- 1832 – była własność Artelów
- 1843 – zostało zakupiona przez Raczyńskich
- 1863 – nastąpił podział dóbr na Zawadkę Dolną i Górną
- 1883 – Raczyńscy sprzedali Zawadkę Dolną Władysławowi Bogdaniemu
- 1896 – właścicielami Zawadki Dolnej została rodzina Landau
- 1900 – Zawadka Górna była własnością Józefa Zagórskiego
- 1905 – Zawadka Górna była własnością Grabców
- 1913 – część majątku Zawadki Górnej kupili Kalmusowie, których wywłaszczono w 1953 roku
- 1945 – we wsi zbudowano szkołę podstawową
- 1975–1998 – miejscowość należała administracyjnie do województwa bielskiego.
- 1983 – wzniesiono w Zawadce kaplicę pod wezwaniem św. Karola Boromeusza, świątynię filialną parafii św. Piotra Apostoła w Wadowicach
- 1999 – Zawadka należy do województwa małopolskiego.
- 2005 – pod szczytem Łysej Góry odsłonięto tablicę pamiątkową ku czci Jana Pawła II.

## Sport
W Zawadce działa od 1997 klub sportowy LKS „Łysa Góra” specjalizujący się w piłce nożnej oraz powstały 15 grudnia 2000 roku klub łuczniczy o nazwie ULKS Sokole Oko Zawadka. Największymi osiągnięciami tego klubu są m.in.
- Mistrzostwo Polski Drużynowe Młodziczek Młodszych w 2011 roku.
- Halowe Wicemistrzostwo Polski Drużynowe Juniorek Młodszych w 2011 roku.
- Mistrzostwo Polski Drużynowe Juniorek w 2008 roku.
- Brązowy Medal Halowych Mistrzostw Polski w Drużynie, Młodziczek Młodszych w 2011 roku.
- Srebrny Medal w Ogólnopolskiej Lidze Młodziczek w 2011 roku.
- Złoty Medal w Ogólnopolskiej Lidze Młodziczek w 2010 roku.
- Zwycięstwo w Drużynowym Pucharze Małopolski Młodziczek i Młodzików w 2011 roku.
- Drużynowy Srebrny Medal na Halowych Mistrzostwach Polski Młodzików w 2016 roku.
- Srebrny Medal w Mikście na Halowych Mistrzostwach Polski Młodzików w 2016 roku.

W dniach 15–16 września 2012 roku, na Stadionie Sportowym w Zawadce, zorganizowane zostały Mistrzostwa Polski Młodzików Starszych oraz Ogólnopolski Turniej Młodzików Młodszych w Łucznictwie.